# Antroposol
Do referenční třídy antroposoly náleží půdní typy: kultizem a antrozem.

## Kultizem KU
Kultizem vzniká kultivační činnosti člověka, přičemž tato činnost přesahuje vytvoření ornice a běžné zlepšování vlastností půd; jedná se např. o výrazné meliorační zásahy. Vyznačují se mimořádným zapravováním zúrodňovacích materiálů do ornice, hloubkovým kypřením a rigolováním.
Subtypy: hortická (zahrady, skleníky), kypřená, rigolovaná (chmelnice), terasovaná (vinohrady).

## Antrozem AN
Antrozem vzniká z člověkem nakupených substrátů získaných při těžební a stavební činnosti. Charakter antrozemě je dán vlastnostmi naakumulovaného půdního materiálu.